# Anthias asperilinguis
Az Anthias asperilinguis a sugarasúszójú halak (Actinopterygii) osztályának sügéralakúak (Perciformes) rendjébe, ezen belül a fűrészfogú sügérfélék (Serranidae) családjába tartozó faj.

## Előfordulása
Az Anthias asperilinguis elterjedési területe az Atlanti-óceán délnyugati részén, azaz Dél-Amerika keleti partjai mentén található meg.

## Megjelenése
Ez a halfaj legfeljebb 15,6 centiméter hosszú. A hátúszóján 15, míg a farok alatti úszóján 7 sugár van.

## Életmódja
Az Anthias asperilinguis trópusi, mélytengeri halfaj, amely 229-320 méteres mélységben tartózkodik. A mélyebben fekvő korallzátonyokat kedveli.